# English Canada
English Canada oder Canada anglais nennen die Kanadier den nicht-französischen Teil ihres Staates. Dies sind alle Provinzen außer Québec und der zweisprachigen Provinz New Brunswick.
Der Ausdruck English Canada oder Canada anglais wird in der Praxis oft gebraucht, wenn die Kanadier ihr Land für die Verwaltung oder Unternehmen für Kundenkontakte einteilen wollen. Zum Teil bezeichnet man das Sprachgebiet auch als anglophone, im Gegensatz zu francophone.